# Forgatmány
A forgatmány (hátirat, it: indorso, indosso) váltók és rendeletre átruházható értékpapírok hátlapján levő írás. A tulajdonos aláírása által (a forgatással) minden jogát átruházza a forgatmányosra, az új tulajdonosra.  Utóbbi jogosult tovább forgatni. A forgatók száma nem volt korlátozva, ha a váltó hátlapja megtelt, toldatot („allonge”-ot) ragasztottak hozzá forgatmány céljára.
Váltónál a forgatók egyetemlegesen feleltek. A forgató az utána következő forgatmányosokkal szemben ugyanazon kötelezettségeket vállalja magára, mint amelyek a kibocsátót terhelik. Ezáltal minden forgatás fokozza a váltó beváltásának biztosságát.
A forgatmány teljes, ha mind a forgatmányos nevét, mind a forgató aláírását tartalmazza. A forgatmány üres, ha a forgató aláírása előtt hiányzik az új tulajdonos neve. Ez egyes kivételektől eltekintve pótolható volt. Több forgatmánynál a hátiratoknak összefüggő láncolatot kellett alkotniuk. Forgatmánnyal láthatók el utalványok, hajóküldemények feladását igazoló iratok (raklevél, németül: Konnossement, franciául: conaissement), biztosítási kötvények, közraktári árujegyek, csekkek. Mindezeknél teljes forgatmányt alkalmaztak, a forgatás célja itt többnyire a hitelművelet (lombard kölcsön, inkasszóhitel). A bank csak a ráforgatott értékpapírokat fogadta el fedezetképpen. A forgathatást a kibocsátó vagy az egyik forgató is eltilthatta, „de nem rendeletére” kitétellel. A forgatmány folytán előállott jogátruházásról az adóst illetve az értékpapír kiállítóját nem kellett értesíteni.